# Roel Reiné

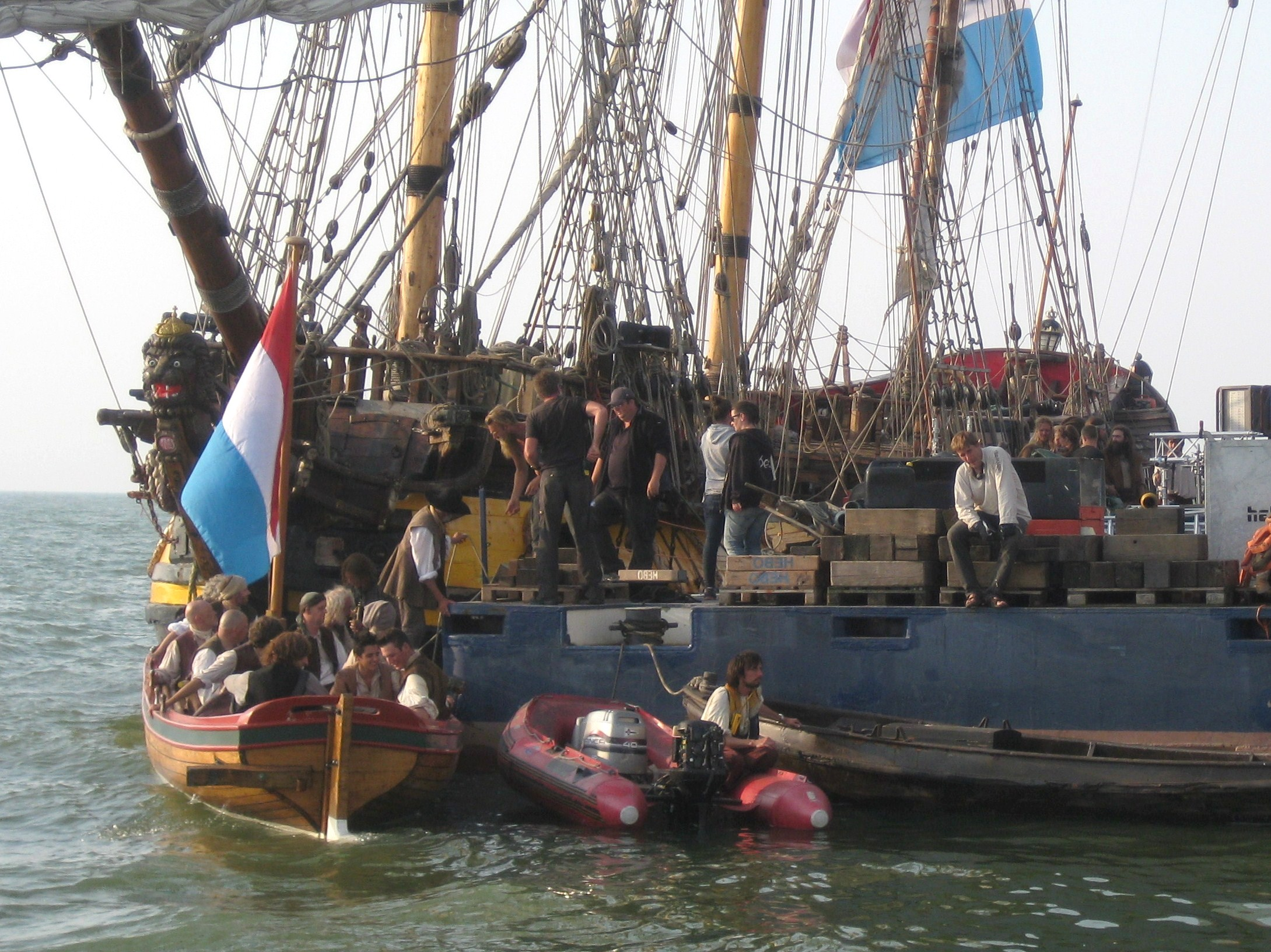
Inspelningen av Michiel de Ruyter; Reiné står i mitten iklädd grå keps.

Roel Reiné, född 15 juli 1970 i Eindhoven, är en nederländsk filmregissör. Han har framförallt gjort amerikanska actionfilmer direkt för hemvideomarknaden, men också arbetat i sitt hemland där han har gjort historiefilmerna Michiel de Ruyter och Redbad.

## Filmografi
TV-serier
- De uitdaging (1990)
- 12 steden, 13 ongelukken (1990)
- Sam sam (1994)
- Voor hete vuren (1995)
- Brutale meiden (1997)
- Sterker dan drank (1997)
- 't Zal je gebeuren... (1998)
- De aanklacht (2000)
- Verkeerd verbonden (2000)
- Blood drive (2017)
- Inhumans (2017)

Filmer
- No more control (1996)
- Carwars (1999)
- The delivery (1999)
- Adrenaline (2003)
- Deadwater (2007)
- Marker (2008)
- Drifter (2008)
- The forgotten ones (2009)
- The marine 2 (2009)
- The lost tribe (2010)
- Death race 2 (2010)
- The scorpion king 3: battle for redemption (2012)
- Death race 3: inferno (2013)
- 12 rounds 2: reloaded (2013)
- Dead in tombstone (2013)
- SEAL team 8: behind enemy lines (2014)
- The condemned 2 (2015)
- Michiel de Ruyter (2015)
- The man with the iron fists 2 (2015)
- Hard target 2 (2016)
- Dead again in tombstone (2017)
- Redbad (2018)